# 含山公主
含山公主（1381年—1462年10月18日）明朝公主。明太祖第十四女，同母兄朱植。生母韓妃。
洪武十三年，含山公主出生。洪武二十七年八月十六日（1394年9月11日），公主下嫁尹清。公主生二子。尹清在建文初年，掌管後府都督事，先於公主去世。
永乐三年，公主进封含山长公主。永乐二十二年十一月壬申（1424年11月21日），成祖駕崩，進封含山大長公主。公主以太祖之女，歷經洪武、建文、永樂、洪熙、宣德、正統、景泰、天順八朝，乃明代宗、明英宗之姑曾祖母，天順六年九月二十六日（1462年10月18日），公主去世，享壽八十二歲。